# Modern Times Forever
Modern Times Forever — датский фильм, длящийся 14 400 минут (240 часов) и бывший на момент выхода в 2011 году самым длинным фильмом в мире(более длинным стал фильм «Логистика», вышедший в 2012 году и длящийся 51 420 мин). Фильм был отснят датской арт-группой Superflex и показан на Хельсинкском фестивале современного искусства. Он показывает штаб-квартиру компании Stora Enso в Хельсинки и то, как она постепенно переходит в полуразрушенное состояние по мере того, как время устремляется в будущее и исчезает человеческая раса, в результате чего и здание страдает от воздействия времени.

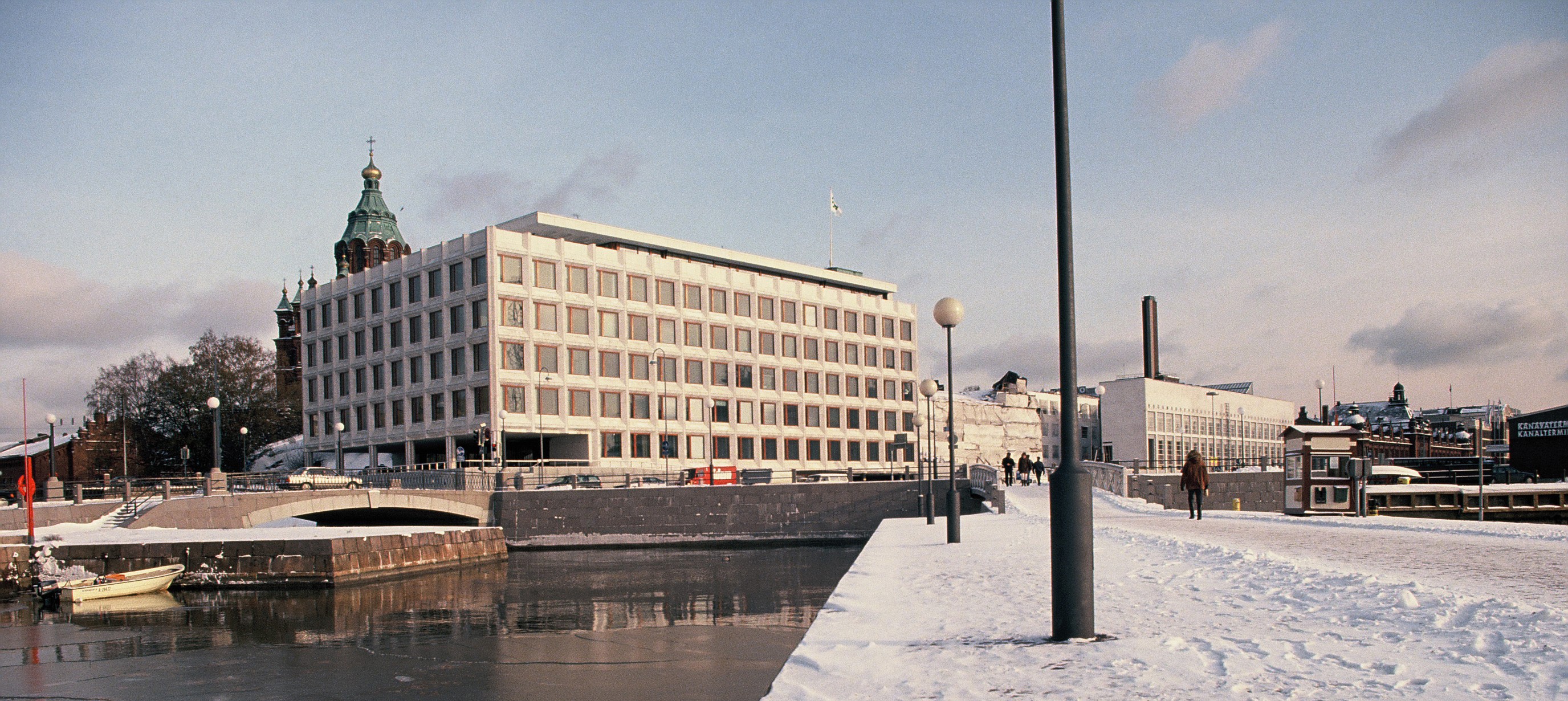
Штаб-квартира компании Stora Enso в Хельсинки